# Hygrophila corymbosa
Hygrophila corymbosa (Blume) Lindau, 1904 è una pianta palustre appartenente alla famiglia Acanthaceae.
Originaria dell'Asia, viene coltivata con successo in acquario.

## Descrizione
Presenta un fusto eretto, talvolta ramificato, di piccolo diametro (5–7 mm circa), con foglie disposte in opposizione le une alle altre, strette, oppure lanceolate e lunghe secondo le varietà, raggiungono una lunghezza che va dai 5 ai 9 cm circa.

## Distribuzione e habitat
L'areale di questa specie si estende in Indocina (Cambogia, Laos e Thailandia) e nelle Filippine..

## Coltivazione
È una pianta a crescita rapida, che con intensa illuminazione cresce meglio e più robusta, sviluppando anche una bella colorazione rossastra del fogliame.
Il fondo deve essere morbido di fine granulometria con un apporto bilanciato di sostanze nutritive, buona erogazione di diossido di carbonio. Per la sua veloce crescita trova giusta collocazione anche in vasche appena allestite.
Cresce bene in acqua di media durezza ed anche con pH alcalino. Riesce a formare dei cespugli compatti particolarmente decorativi.